# Live Steam
Живые паровозы (англ. Live Steam) — американский журнал.
Журнал основан в 1966 году и посвящён паровозам, любителям паровозов, созданию моделей паровозов.
В 2005 году название журнала было изменено на «Live Steam & Outdoor Railroading», что можно перевести как Живые паровозы и железные дороги. Журнал выходит раз в два месяца. Тираж журнала около 10 тысяч экземпляров, полноцветный.